# کنکسکجات
کنکسکجات (به انگلیسی: Kuunkuiskaajat) گروه موسیقی فنلاندی است.
آن ها در مسابقه آواز یوروویژن ۲۰۱۰ نماینده فنلاند بودند.